# Hisz (poddystrykt)
Hisz – jedna z 6 jednostek administracyjnych trzeciego rzędu (nahijja) dystryktu Ma’arrat an-Numan w muhafazie Idlib w Syrii.
W 2004 roku poddystrykt zamieszkiwało 41 231 osób.